# Immunosoppressore
Gli immunosoppressori sono molecole che inibiscono la risposta immunitaria. Vengono usate in medicina per la terapia delle malattie autoimmuni e per prevenire il rigetto in seguito a un trapianto.
Esistono diversi tipi di farmaci immunosoppressori e si possono dividere nelle seguenti categorie:
- inibitori selettivi della produzione e della funzione delle citochine
- antimetaboliti e citostatici
- anticorpi
- glucocorticoidi
- farmaci che agiscono sulle immunofilline
- altri farmaci, come oppioidi ed interferone

## Tipologie

### Inibitori del network citochinico
Gli inibitori del network citochinico sono sostanze di scoperta relativamente recente. Si tratta per lo più di composti chimici in grado di sopprimere l'espressione di citochine trofiche per subpopolazioni di linfociti coinvolte nella risposta auto-immunitaria.
Il loro bersaglio principale è la trasduzione citoplasmatica del segnale che fa capo a diverse proteine chinasi. Gli inibitori delle chinasi Janus (JAKs) e di alcune tirosine chinasi ne sono un esempio.
Un'altra molecola che agisce con meccanismo differente è la ciclosporina. Il suo bersaglio molecolare è una piccola proteina citoplasmatica chiamata ciclofilina-A o FKBP12. A seguito dell'interazione molecolare il complesso interferisce con la trasduzione del segnale dei linfociti T che implica l'azione degli ioni Ca2+, della calmodulina, ed in particolare l'intervento di una proteina fosfatasi chiamata calcineurina che regola delle risposte trascrizionali per le citochine.

### Antimetaboliti
L'azatioprina (derivato della 6-mercaptopurina) è stato il primo immunosoppressore antimetabolita usato nella prevenzione del rigetto dei trapianti. Impedisce la sintesi del DNA prevenendo l'utilizzazione dei nucleotidi adenilici ATP e deossi-ATP. Come tutti gli antimetaboliti impiegati nella terapia dei tumori, dunque, possiede numerosi effetti collaterali specie a carico del sangue, del fegato e dell'apparato digerente.
Dopo fu introdotto il metotrexate, analogo dell'acido folico che impedisce la sintesi de novo delle purine e quindi del DNA. È tutt'oggi usato a basso dosaggio nella psoriasi e nell'artrite reumatoide in associazione con gli anticorpi monoclonali.
Un altro antimetabolita attualmente usato è l'acido micofenolico o meglio dei suoi derivati perfezionati (micofenolato mofetil). Sono antagonisti dell'enzima inosina monofosfato deidrogenasi (IMPDH), utile nella sintesi e nel recupero dei nucleotidi guanilici (GMP, GDP e GTP). Sembra dotato di maggiore selettività rispetto ai precedenti.

### Anticorpi
Gli anticorpi sono stati anch'essi tra le prime armi fronte nella lotta all'immunosoppressione. Non è nuova la terapia ad alte dosi di immunoglobuline di tipo G (IgG) nella cura di linfomi prima dell'avvento della chemioterapia antineoplastica. L'effetto delle IgG ad alto dosaggio sarebbe quello di "intasare" il sistema immunitario con anticorpi, ingannando le cellule B (le produttrici delle Ig) nel mimare una risposta anticorpale più che soddisfacente.
È da qualche decennio, però, che è sorta una nuova classe di anticorpi con bersaglio putativo completamente diverso. Sono gli anticorpi monoclonali diretti contro i recettori delle citochine, soprattutto, delle interleuchine (IL-1 e -2) e del fattore di necrosi tumorale (TNF-alfa). Sono noti con nomi quali cetuximab, infliximab, trastuzumab, ustekinumab ed adalimumab. Il suffisso finale -mab sta per Monoclonal Anti-Body o anticorpo monoclonale). Sono già correntemente impiegati nella cura dell'artrite reumatoide, della spondilite anchilosante, della psoriasi e della malattia di Crohn resistenti alle usuali terapie. Esistono studi clinici pubblicati che ne dimostrano la superiore efficacia rispetto agli immunosoppressori convenzionali (vedere referenze bibliografiche).

### Corticosteroidi
I corticosteroidi sono stati una classe cardine nel fronte contro la lotta al rigetto d'organo. Classici steroidi impiegati sono il cortisolo, il prednisone ed il metil-prednisolone. Sono stati "presi in prestito" dalla chemioterapia delle leucemie e dei linfomi, sono dotati di pesanti effetti collaterali (diabete mellito di tipo 2, osteoporosi, ipertensione, disfunzione erettile, depressione, ansia etc) quando usati in cronico.
Ecco perché gli immunosoppressori non vengono mai somministrati come mono-farmaco. È preferibile somministrare due farmaci a basso dosaggio che una dose alta di un solo farmaco; con la prima scelta la probabilità di sviluppare effetti collaterali acuti si riduce sensibilmente e la comparsa di quelli cronici viene ritardata.